# Mi perdición
«Mi Perdición» es un sencillo de la agrupación mexicana Playa Limbo y el primero con la nueva vocalista, Jass Reyes, que fue publicado el 26 de marzo de 2017 en plataformas digitales y en la radio mexicana.

## Composición
La composición de este sencillo es a partir de las perdiciones que hay en la vida diaria en los desamores que han vivido en sus vidas privadas los integrantes de la agrupación. Los integrantes en una entrevista dijeron que los 4 habían escrito este sencillo. 
El tema fue compuesto por Jassiel Reyes, Jorge Corrales, Ángel Baillo y Servado Yález, bajo la producción de Armando Ávila.

## Videoclip
El 26 de marzo de 2017 en su canal de Vevo fue lanzado el Lyric Video del sencillo y el 20 de abril de 2017 fue también lanzado en ese mismo canal el vídeo oficial grabado en la Ciudad de México. En solo tres semanas, el vídeo consiguió 500 000 visitas en dicha plataforma y  1 millón de reproducciones en un mes y medio.
En el vídeo oficial se puede ver a la vocalista, Jass Reyes, sin lentes bailando una coreografía hecha por ella misma junto a los otros 3 integrantes de la agrupación.